# Бочу (Клуж)
Бочу (рум. Bociu) насеље је у Румунији у округу Клуж у општини Маргау. Oпштина се налази на надморској висини од 711 m.

## Становништво
Према подацима из 2002. године у насељу је живело 102 становника, од којих су сви румунске националности.